# Blok militarny
Blok militarny (termin używany przez byłe kraje Układu Warszawskiego) – porozumienie państw kapitalistycznych w sprawie wspólnych działań zmierzających do osiągnięcia ogólnych celów wojskowo-politycznych. Wspólnota działań tych państwa występowała nie tylko w czasie wojny, lecz także w okresie pokoju i wyrażała się w podejmowaniu odpowiednio koordynowanych zadań ekonomicznych, politycznych i militarnych.